# Nick Lucena
Nicholas "Nick" Lucena (Davie, 22 september 1979) is een voormalig beachvolleyballer uit de Verenigde Staten. Hij deed mee aan twee edities van de Olympische Spelen.

## Carrière

### 2003 tot en met 2009
Lucena debuteerde in 2003 met Phil Dalhausser in de Amerikaanse AVP Tour. Het duo deed mee aan vijf toernooien en daarnaast speelde Lucena een wedstrijd met Derek Zimmerman. Het jaar daarop behaalden Lucena en Dalhausser met een derde plek in Hermosa Beach hun eerste podiumplaats in de Amerikaanse competitie. In 2005 namen ze deel aan dertien toernooien in eigen land, waarbij ze eenmaal als eerste (Austin), eenmaal als tweede (Manhattan Beach) en tweemaal als derde eindigden (Mason en Honolulu). Daarnaast deden ze mee aan twee toernooien in de FIVB World Tour. Het daaropvolgende seizoen speelde Lucena met verschillende partners in de AVP Tour waaronder George Roumain, Fred Souza en Sean Rooney. Hij deed in totaal mee aan zestien toernooien en kwam daarbij tot vier vijfde plaatsen. In 2007 partnerde hij achtereenvolgens met Bill Strickland en Mark Williams. Hij nam deel aan zeventien toernooien en behaalde met Williams een derde plaats in Chicago.
Het jaar daarop vormde Lucena een team met Sean Scott. De twee deden mee aan zeventien toernooien in de binnenlandse competitie en behaalden daarbij zes tweede (Miami, Belmar, Brooklyn, San Diego, Mason en Manhattan Beach) en vijf derde plaatsen (Louisville, Boulder, Chicago, Long Beach en Santa Barbara). Internationaal kwamen ze tot een zeventiende plaats in Dubai. In 2009 speelde hij met Brad Keenan. In eigen land waren ze actief op dertien toernooien met een tweede plaats in Muskegon als beste resultaat. Verder eindigden ze vijf keer als derde (Panama City, Atlanta, Manhattan Beach, Hermosa Beach en San Francisco) en een keer als vierde (Glendale). In de World Tour namen ze deel aan vier reguliere toernooien met een negende plaats in Brasilia als beste resultaat. Daarnaast deed het duo mee aan de wereldkampioenschappen in Stavanger waar de zestiende finale tegen landgenoten Jake Gibb en Sean Rosenthal het eindstation was.

### 2010 tot en met 2015
Van 2010 tot en met 2012 vormde Lucena vervolgens een team met Matt Fuerbringer. Het eerste jaar boekten ze bij zeven toernooien in de AVP Tour een overwinning (Virginia Beach) en behaalden ze verder een tweede (Fort Lauderdale) en derde plaats (Santa Barbara). Internationaal namen ze deel aan negen toernooien. Het duo behaalde daarbij een tweede plaats in Klagenfurt en een derde plaats in Den Haag en bereikte verder de kwartfinales in Stavanger en Gstaad. Het seizoen daarop eindigden ze op een gedeelde negende plaats bij de WK in Rome nadat de achtste finale verloren werd van de Brazilianen Rhooney Ferramenta en Pedro Solberg. Bij de overige twaalf FIVB-toernooien kwamen ze tot een tweede (Quebec), een vierde (Agadir) en drie vijfde plaatsen (Brasilia, Shanghai en Klagenfurt). Met Stein Metzger werd hij bovendien derde bij het AVP-toernooi van Huntington Beach. In 2012 eindigden Lucena en Fuerbringer als tweede in Cincinnati en als derde in Santa Barbara. In de mondiale competitie speelden ze verder elf wedstrijden met onder meer een tweede plaats in Brasilia en een vierde plaats in Rome als resultaat.
Het daaropvolgende seizoen partnerde Lucena in de Amerikaanse competitie met Theo Brunner. Bij zeven toernooien kwamen ze tot een overwinning (Huntington Beach), twee tweede plaatsen (Cincinnati en Saint Petersburg) en twee derde plaatsen (Salt Lake City en Atlantic City). Internationaal speelde hij achtereenvolgens met Keenan, John Hyden en Ryan Doherty. Met Doherty werd hij vijfde in São Paulo en met Hyden deed hij mee aan de WK in Stare Jabłonki, waar ze na een overwinning en twee nederlagen in de groepsfase strandden. In 2014 vormde hij een vast team met Doherty. Ze namen deel aan zeven toernooien in de AVP Tour en behaalden daarbij drie tweede (Salt Lake City, Cincinnati en Atlantic City) en twee derde plaatsen (Milwaukee en Huntington Beach). In de World Tour kwamen ze in actie op negen toernooien, waarbij ze een tweede (Berlijn), een derde (Gstaad) en een vijfde plaats behaalden (Den Haag). Van december 2014 tot en met juli 2015 speelde Lucena met Brunner in het internationale beachvolleybalcircuit. Ze deden er mee aan acht reguliere wedstrijden met een derde plaats in Saint Petersburg en vijfde plaatsen in Mangaung en Fuzhou als beste resultaat. Bovendien eindigden ze als vierde bij de WK in Nederland, nadat de halve en troostfinale respectievelijk verloren werden van de Braziliaanse teams Alison Cerutti en Bruno Schmidt en van Evandro Gonçalves en Pedro Solberg.

### 2015 tot en met 2022

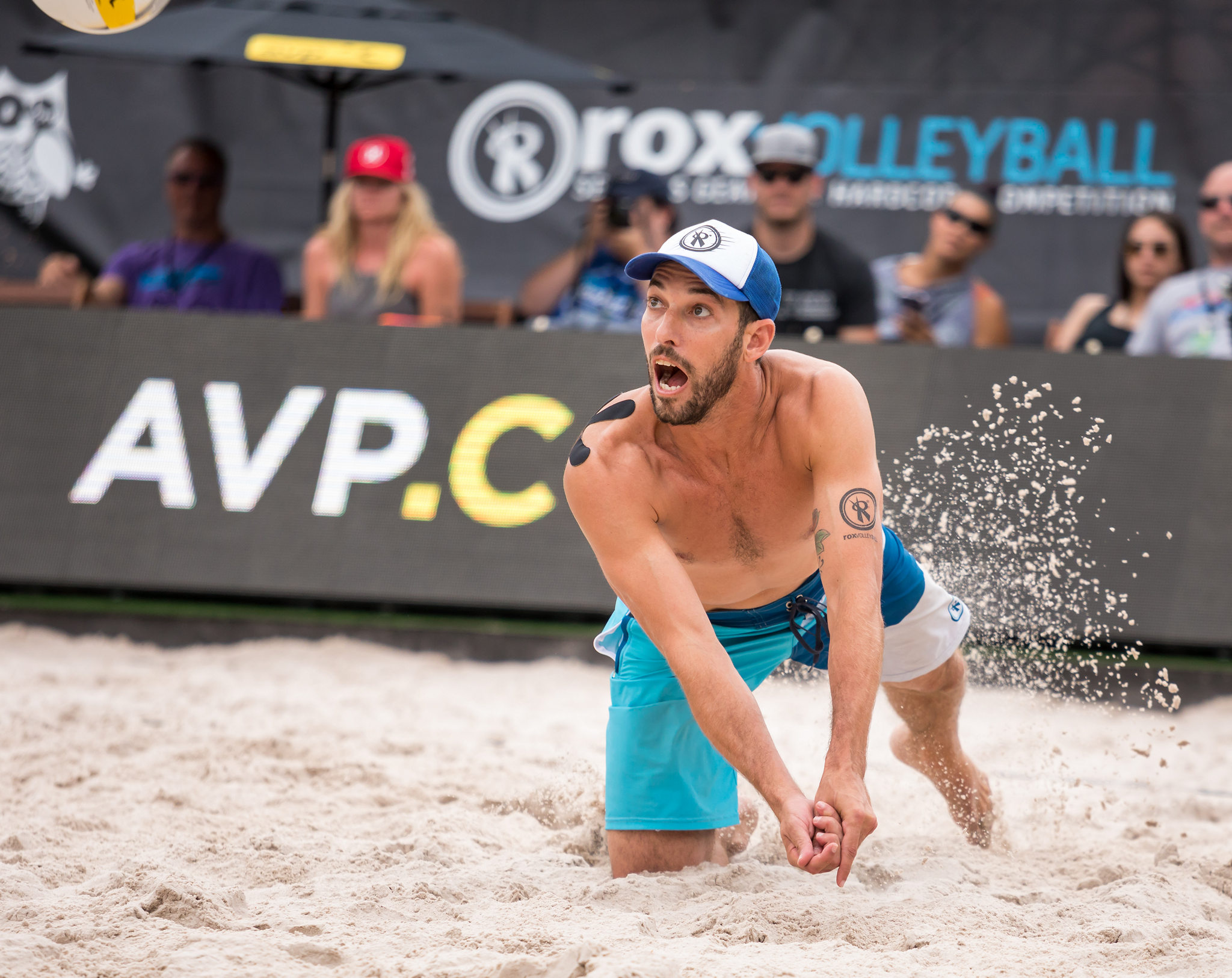
Lucena in actie bij de AVP Tour in Austin (2017)

In augustus 2015 wisselde Lucena van partner naar Dalhausser. Het tweetal deed datzelfde seizoen nog mee aan vier reguliere toernooien in de mondiale competitie en behaalde daarbij een overwinning (Xiamen), twee tweede plaatsen (Long Beach en Sotsji) en een vijfde plaats (Olsztyn). Ze sloten het seizoen af met een tweede plaats bij de World Tour Finals in Fort Lauderdale. In de binnenlandse competitie kwamen ze bij drie toernooien tot drie podiumplaatsen; er werd gewonnen in Manhattan Beach en in Seattle en in Mason eindigden ze respectievelijk als tweede en derde. Het jaar daarop speelden ze vier wedstrijden in de AVP Tour, waarbij ze twee zeges boekten (New York en Chicago) en een derde plaats behaalden (Manhattan Beach). In de mondiale competitie namen ze in het seizoen 2015/16 deel aan elf reguliere toernooien. Het tweetal behaalde daarbij vier overwinningen (Puerto Vallarta, Maceio, Fuzhou en Hamburg), drie tweede plaatsen (Doha, Gstaad en Long Beach) en een derde plaats (Cincinnati). Bij de Olympische Spelen in Rio de Janeiro eindigden Lucena en Dalhausser als vijfde nadat ze de kwartfinale verloren van de latere olympisch kampioenen Alison en Bruno. Bij de seizoensfinale in Toronto behaalden ze eveneens een vijfde plaats.
In 2017 deed het tweetal mee aan zes wedstrijden in de Amerikaanse competitie waarvan ze er drie wonnen (Huntington Beach, Austin en Manhattan Beach). In de World Tour behaalden ze in aanloop naar de WK in Wenen overwinningen in Moskou en Gstaad en een derde plaats in Fort Lauderdale. Bij de WK werden Lucena en Dalhausser in de kwartfinale uitgeschakeld door het Russische duo Vjatsjeslav Krasilnikov en Nikita Ljamin. Aan het einde van het seizoen won het tweetal bovendien de Finals in Hamburg. Het daaropvolgende jaar speelden ze vijf toernooien in de World Tour met onder meer een overwinning in Fort Lauderdale en een vierde plaats in Doha als resultaat. In de AVP Tour wonnen Lucena en Dalhausser vier van de zes wedstrijden waar ze aan deelnamen (Austin, New York, Manhattan Beach en Waikiki). In 2019 speelde het duo zes wedstrijden in de binnenlandse competitie met een overwinning in New York als beste resultaat. Internationaal namen ze deel aan het WK in Hamburg waar ze in de kwartfinale werden uitgeschakeld door de Duitsers Julius Thole en Clemens Wickler. Gedurende de rest van het seizoen deden ze mee aan acht reguliere toernooien met onder meer een tweede plaats in Doha en een vierde plaats in Wenen als resultaat. Ze sloten het jaar af met een zeventiende plaats bij de seizoensfinale in Rome.
Het jaar daarop eindigden Lucena en Dalhausser als vijfde in Doha. In de AVP Tour namen ze deel aan drie wedstrijden in Long Beach waarbij ze tweemaal als eerste en eenmaal als tweede eindigden. In 2021 deed het duo in aanloop naar de Spelen mee aan zes internationale toernooien – waarvan drie in Cancun – met een derde plaats in Cancun en een vierde plaats in Doha als beste resultaat. Bij het olympisch beachvolleybaltoernooi in Tokio bereikten ze de achtste finale waar ze werden uitgeschakeld door de Qatarezen Cherif Younousse en Ahmed Tijan. Het daaropvolgende seizoen speelde Lucena met Andy Benesh een internationale wedstrijd in Tlaxcala; in eigen land kwamen ze in actie op vier toernooien. In augustus 2022 beeïndigde hij vervolgens zijn sportieve loopbaan.

## Palmares
Kampioenschappen
- 2011: 9e WK
- 2015: 4e WK
- 2016: 5e OS
- 2017: 5e WK
- 2019: 5e WK
- 2021: 9e OS

FIVB World Tour
- 2010:  Grand Slam Klagenfurt
- 2010:  Den Haag Open
- 2011:  Québec Open
- 2012:  Brasilia Open
- 2014:  Grand Slam Berlijn
- 2014:  Grand Slam Gstaad
- 2015:  Grand Slam Saint Petersburg
- 2015:  Grand Slam Long Beach

- 2015:  Sotsji Open
- 2015:  Xiamen Open
- 2015:  World Tour Finals Fort Lauderdale
- 2015:  Puerto Vallarta Open
- 2015:  Qatar Open
- 2016:  Maceio Open
- 2016:  Fuzhou Open
- 2016:  Cincinnati Open
- 2016:  Hamburg Major

- 2016:  Gstaad Major
- 2016:  Grand Slam Long Beach
- 2017:  5* Fort Lauderdale
- 2017:  3* Moskou
- 2017:  5* Gstaad
- 2017:  World Tour Finals Hamburg
- 2018:  5* Fort Lauderdale
- 2019:  4* Doha
- 2021:  4* Cancun